# Thomas Schiestl
Thomas Schiestl (Austria, 31 de agosto de 2002) es un futbolista austríaco que juega como centrocampista en el Grazer AK de la Bundesliga.

## Estadísticas

### Clubes
Actualizado al último partido disputado el 18 de abril de 2022.
| Club                      | Div.          | Temporada     | Liga  | Liga  | Copas nacionales | Copas nacionales | Copas internacionales | Copas internacionales | Total | Total |
| Club                      | Div.          | Temporada     | Part. | Goles | Part.            | Goles            | Part.                 | Goles                 | Part. | Goles |
| ------------------------- | ------------- | ------------- | ----- | ----- | ---------------- | ---------------- | --------------------- | --------------------- | ----- | ----- |
| F. C. Liefering · Austria | 2.ª           | 2019-20       | 3     | 0     | —                | —                | —                     | —                     | 3     | 0     |
| F. C. Liefering · Austria | 2.ª           | 2020-21       | 11    | 0     | —                | —                | —                     | —                     | 11    | 0     |
| F. C. Liefering · Austria | 2.ª           | 2021-22       | 5     | 1     | —                | —                | —                     | —                     | 5     | 1     |
| F. C. Liefering · Austria | Total club    | Total club    | 19    | 1     | 0                | 0                | 0                     | 0                     | 19    | 1     |
| Total carrera             | Total carrera | Total carrera | 19    | 1     | 0                | 0                | 0                     | 0                     | 19    | 1     |